# Latiano
Latiano – miejscowość i gmina we Włoszech, w regionie Apulia, w prowincji Brindisi.
Według danych na rok 2004 gminę zamieszkiwało 15 350 osób, 284,3 os./km².
W miejscowości jest stacja kolejowa Latiano.
Podczas II wojny św. w pobliżu Latiano była Główna Baza Przerzutowa „Jutrzenka” skąd dzięki staraniom mjr dypl. Jana Jaźwińskiego oraz Oddziału VI (Specjalnego) Sztabu Naczelnego Wodza organizowano z pobliskiego lotniska w Campo Casale nieopodal Brindisi przerzut Cichociemnych i zaopatrzenia dla Armii Krajowej do Polski.